# Cantonul Coulommiers
Cantonul Coulommiers este un canton din arondismentul Meaux, departamentul Seine-et-Marne, regiunea Île-de-France , Franța.

## Comune
- Aulnoy, 332 locuitori
- Beautheil, 562 locuitori
- Boissy-le-Châtel, 2.661 locuitori
- La Celle-sur-Morin, 1.106 locuitori
- Chailly-en-Brie, 2 129 locuitori
- Coulommiers, 13.852 locuitori (reședință)
- Faremoutiers, 2.287 locuitori
- Giremoutiers, 106 locuitori
- Guérard, 1.970 locuitori
- Maisoncelles-en-Brie, 683 locuitori
- Mauperthuis, 429 locuitori
- Mouroux, 4.201 locuitori
- Pommeuse, 2.476 locuitori
- Saint-Augustin, 1.413 locuitori
- Saints, 1.173 locuitori